# Plateliai
Plateliai (samogitski: Plateliu ežers) je jezero u Litvi, najveće je u litvanskoj regiji Samogitiji. Nalazi se u nacionalnom parku Žemaitija.
Jezero zauzima površinu od 1205 hektara. Prosječna dubina je 10,5, dok je najveća dubina 50 metara. Nalazi se na 146,5 metara nadmorske visine. Iz jezera ističe rijeka Babrungas.